# Charles Nelson Reilly
Charles Nelson Reilly (New York, 13 januari 1931 -  Los Angeles, 25 mei 2007) was een Amerikaans acteur. Hij werd in 1970 genomineerd voor een Primetime Emmy Award voor zijn bijrol als Claymore Gregg in de komedieserie The Ghost & Mrs. Muir, in 1998 opnieuw voor zijn eenmalige gastrol als Jose Chung in de misdaadserie Millennium en in 1999 voor een derde keer voor zijn gastrol als Mr. Hathaway in de komedieserie The Drew Carey Show. Hij won in 1962 daadwerkelijk een Tony Award voor zijn hoofdrol als Bud Frump in de musical How to Succeed in Business Without Really Trying. Reilly maakte in 1957 zijn film- en acteerdebuut in de dramafilm A Face in the Crowd.
Naast het binnenhalen van de Tony Award werd Reilly nog twee keer genomineerd voor dezelfde prijs. De eerste keer was in 1964, voor zijn bijrol als Cornelius Hackl in de musical Hello, Dolly!. De laatste keer was in 1997, voor het regisseren van Julie Harris en Charles Durning in het toneelstuk The Gin Game.

## Filmografie
*Exclusief 9 televisiefilms
- Tom and Jerry in Shiver Me Whiskers (2006, stem)
- The First of May (1999)
- An All Dogs Christmas Carol (1998)
- Babes in Toyland (1997)
- A Troll in Central Park (1994, stem)
- Rock-A-Doodle (1991)
- All Dogs Go to Heaven (1989, stem)
- Body Slam (1986)
- Cannonball Run II (1984)
- The Tiger Makes Out (1967)
- Two Tickets to Paris (1962)
- A Face in the Crowd (1957)

## Televisieseries
*Exclusief eenmalige gastrollen
- All Dogs Go to Heaven: The Series - stem Killer (1996-1998, vijf afleveringen)
- Goof Troop - stem Dutch Spackle (1992-1993, twee afleveringen)
- The Love Boat - Jesse Dobson (1982, twee afleveringen)
- Arnie - Randy Robinson (1971-1972, acht afleveringen)
- Lidsville - Horatio J. Hoodoo (1971, zeventien afleveringen)
- The Ghost & Mrs. Muir - Claymore Gregg (1968-1970, 46 afleveringen)

## Privé
Reilly kreeg in 1980 een relatie met Patrick Hughes, met wie hij samen bleef tot aan zijn overlijden.
- Bibliothèque nationale de France: cb13937882t (data)
- Gemeinsame Normdatei: 134681266
- International Standard Name Identifier: 0000 0000 5518 7993
- Library of Congress Control Number: n91105102
- MusicBrainz: 8ff4366c-efa1-489c-8251-de34db241c25
- Nationale Bibliotheek van Israël: 987007436430905171
- SNAC: w6vt2txn
- Virtual International Authority File: 61735679
- WorldCat: E39PBJdCvvdfdBptbdQTvbJxDq